# Fraueneishockey-Bundesliga 2020/21
Die Saison 2020/21 war die 32. Austragung der Fraueneishockey-Bundesliga in Deutschland. Die Ligadurchführung erfolgte durch den Deutschen Eishockey-Bund. Die Hauptrunde begann am 17. Oktober 2020, also aufgrund der COVID-19-Pandemie etwa einen Monat später als in den Vorjahren.

## Modus
Wie in der Vorsaison spielten die Bundesliga-Vereine zunächst eine Doppelrunde bis zum 21. Februar 2021 aus. Die bisherige Drei-Punkteregelung wurde beibehalten, so dass bei einem Sieg in der regulären Spielzeit die siegreiche Mannschaft drei Punkte, die unterlegene gar keinen Punkt erhielt. Bei einem Unentschieden nach der regulären Spielzeit erhielten beide Mannschaften jeweils einen Punkt. Der Sieger der anschließenden Verlängerung oder des Penaltyschießens erhielt einen Zusatzpunkt.
Anschließend sollten nach ursprünglicher Planung Play-Offs mit Halbfinale und Finale für die Teams der Plätze 1 bis 4 ausgespielt werden, um den Meister zu bestimmen.
Da Anfang November 2020 der Spielbetrieb aufgrund der COVID-19-Pandemie ruhen musste, fielen in diesem Monat viele Spiele aus, die später nachgeholt wurden. Aus diesem Grund wurden die Play-offs gestrichen. Stattdessen fand vom 13. bis 14. März 2021 ein Final-Four-Turnier in Füssen statt, in dem der Deutsche Meister bestimmt wurde.

## Teilnehmende Mannschaften
- ESC Planegg
- EC Bergkamen
- Eisbären Juniors Berlin
- ECDC Memmingen
- ERC Ingolstadt
- Maddogs Mannheim
- KEC „Die Haie“

Die Liga bestand aus den sechs Mannschaften der Vorsaison (nach dem Rückzug der Düsseldorfer EG) und dem Aufsteiger KEC „Die Haie“.

## Hauptrunde
Die Hauptrunde begann aufgrund der COVID-19-Pandemie erst am 17. Oktober 2020 und musste Anfang November 2020 unterbrochen werden.
Aufgrund der Auslegung des Infektionsschutzgesetzes durch den Berliner Senat wurde den Eisbären Juniors ab November untersagt, Heimspiele in Berlin auszutragen. Daher musste der Klub seine Heimspiele in auswärtige Spielstätten verlegen.

### Kreuztabelle
|                         | ECB                                                                    | MEM                                                                    | ERCI                                                                   | PLA                                                                                 | EJB | KEC                                                                    | MAN                                                           |
| ----------------------- | ---------------------------------------------------------------------- | ---------------------------------------------------------------------- | ---------------------------------------------------------------------- | ----------------------------------------------------------------------------------- | --- | ---------------------------------------------------------------------- | ------------------------------------------------------------- |
| EC Bergkamener Bären    |                                                                        | 1:2 (0:0,1:2,0:0) Spielbericht 1:3 (1:2,0:0,0:1) Spielbericht          | 0:6 (0:2,0:4,0:0) Spielbericht 1:4 (0:1,0:0,1:3) Spielbericht          | 1:6 (0:2,0:3,1:1) Spielbericht 0:4 (0:1,0:0,0:3) Spielbericht                       | 3:2 (1:0,0:1,1:1,0:0,1:0) (SO) Spielbericht 1:4 (0:1,1:1,0:2) Spielbericht 1:2 (0:1,0:1,1:0) Spielbericht 3:4 (1:2,1:1,1:0,0:0,0:1) (SO) Spielbericht | 4:2 (1:1,1:1,2:0) Spielbericht 0:4 (0:1,0:2,0:1) Spielbericht          | 1:3 (0:0,0:0,1:3) Spielbericht 1:2 (0:0,1:0,0:2) Spielbericht |
| ECDC Memmingen Indians  | 6:0 (1:0,2:0,3:0) Spielbericht 4:2 (1:0,1:0,2:2) Spielbericht          |                                                                        | 3:2 (0:0,2:1,1:1) Spielbericht 2:1 (0:1,0:0,1:0,1:0) (OT) Spielbericht | 0:4 (0:1,0:1,0:2) Spielbericht 0:2 (0:0,0:0,0:2) Spielbericht                       | 4:2 (3:0,0:2,1:0) Spielbericht 3:2 (1:0,0:0,2:2) Spielbericht                                                                                         | 4:0 (2:0,1:0,1:0) Spielbericht 3:2 (1:1,0:1,1:0,1:0) (OT) Spielbericht | 6:4 (1:2,3:2,2:0) Spielbericht 2:1 (1:0,1:0,0:1) Spielbericht |
| ERC Ingolstadt          | 5:0 (2:0,1:0,2:0) Spielbericht 7:0 (2:0,3:0,2:0) Spielbericht          | 4:1 (2:1,0:0,2:0) Spielbericht 3:1 (0:0,2:1,1:0) Spielbericht          |                                                                        | 3:2 (1:0,1:2,0:0,1:0) (OT) Spielbericht 2:3 (0:0,1:1,1:1,0:0,0:1) (SO) Spielbericht | 4:0 (1:0,1:0,2:0) Spielbericht 3:2 (1:1,1:0,1:1) Spielbericht                                                                                         | 11:0 (4:0,3:0,4:0) Spielbericht 5:0 (2:0,2:0,1:0) Spielbericht         | 6:1 (0:1,4:0,2:0) Spielbericht 5:1 (1:0,2:0,2:1) Spielbericht |
| ESC Planegg-Würmtal     | 5:1 (1:0,2:1,2:0) Spielbericht 6:2 (1:1,1:1,4:0) Spielbericht          | 5:0 (2:0,3:0,0:0) Spielbericht 1:2 (1:0,0:1,0:0,0:1) (OT) Spielbericht | 6:1 (2:0,2:0,2:1) Spielbericht 2:4 (1:0,0:2,1:2) Spielbericht          |                                                                                     | 9:5 (3:2,3:2,3:1) Spielbericht 1:3 (0:0,0:0,1:3) Spielbericht 4:1 (0:0,2:0,2:1) Spielbericht 3:1 (2:0,0:0,1:1) Spielbericht                           | 8:1 (3:0,3:1,2:0) Spielbericht 6:1 (2:0,3:0,1:1) Spielbericht          | 6:1 (2:1,1:0,3:0) Spielbericht 5:0 (1:0,1:0,3:0) Spielbericht |
| Eisbären Juniors Berlin |                                                                        | 2:1 (1:0,0:1,1:0) Spielbericht 1:5 (1:0,0:2,0:3) Spielbericht          | 1:2 (1:0,0:1,0:1) Spielbericht 0:6 (0:1,0:2,0:3) Spielbericht          |                                                                                     | |                                                                        |                                                               |
| KEC „Die Haie“          | 3:2 (0:0,1:0,1:2,1:0) (OT) Spielbericht 1:2 (0:1,0:0,1:1) Spielbericht | 0:8 (0:3,0:3,0:2) Spielbericht 0:8 (0:4,0:3,0:1) Spielbericht          | 1:8 (0:2,0:3,1:3) Spielbericht 5:10 (1:3,2:3,2:4) Spielbericht         | 2:10 (1:5,1:2,0:3) Spielbericht 0:6 (0:2,0:2,0:2) Spielbericht                      | 1:9 (1:3,0:2,0:4) Spielbericht 0:10 (0:5,0:2,0:3) Spielbericht 3:6 (1:2,2:4,0:0) Spielbericht 2:7 (1:4,0:2,1:1) Spielbericht                          |                                                                        | 1:3 (0:0,1:2,0:1) Spielbericht 1:3 (0:0,1:3,0:0) Spielbericht |
| Mad Dogs Mannheim       | 1:0 (0:0,0:0,1:0) Spielbericht 5:1 (3:0,2:1,0:0) Spielbericht          | 1:2 (0:2,1:0,0:0) Spielbericht 1:7 (1:1,0:5,0:1) Spielbericht          | 1:3 (1:1,0:1,0:1) Spielbericht 0:6 (0:1,0:0,0:5) Spielbericht          | 1:3 (0:0,0:2,1:1) Spielbericht 3:1 (0:0,2:0,1:1) Spielbericht                       | 1:3 (0:2,1:1,0:0) Spielbericht 3:1 (1:0,0:0,2:1) Spielbericht 4:5 (1:3,2:0,1:2) Spielbericht 0:6 (0:2,0:4,0:0) Spielbericht                           | 6:1 (3:1,2:0,1:0) Spielbericht 2:1 (0:0,1:1,1:0) Spielbericht          |                                                               |

### Abschlusstabelle
| Platz | Mannschaft              | Spiele | S  | OTS | OTN | N  | Tore   | Punkte |
| ----- | ----------------------- | ------ | -- | --- | --- | -- | ------ | ------ |
| 1.    | ERC Ingolstadt          | 24     | 19 | 1   | 2   | 2  | 111:33 | 61     |
| 2.    | ESC Planegg-Würmtal     | 24     | 18 | 1   | 2   | 3  | 108:35 | 58     |
| 3.    | ECDC Memmingen Indians  | 24     | 15 | 3   | 0   | 6  | 77:42  | 51     |
| 4.    | Eisbären Juniors Berlin | 24     | 11 | 1   | 1   | 11 | 79:67  | 36     |
| 5.    | Mad Dogs Mannheim       | 24     | 10 | 0   | 0   | 14 | 48:74  | 30     |
| 6.    | EC Bergkamener Bären    | 24     | 2  | 1   | 2   | 19 | 28:91  | 10     |
| 7.    | KEC „Die Haie“          | 24     | 1  | 1   | 1   | 21 | 32:141 | 6      |

Erläuterungen: Qualifikation für das Final-Four; Abkürzungen: S = Sieg nach regulärer Spielzeit, OTS = Sieg nach Overtime, OTN = Niederlage nach Overtime, N = Niederlage nach regulärer Spielzeit

### Beste Scorerinnen
Abkürzungen:  Sp = Spiele, T = Tore, V = Assists, Pkt = Punkte, +/− = Plus/Minus, SM = Strafminuten; Fett:  Bestwert
| Spielerin           | Team                    | Sp | T  | V  | Pkt | +/– | SM |
| ------------------- | ----------------------- | -- | -- | -- | --- | --- | -- |
| Nicola Eisenschmid  | ERC Ingolstadt          | 24 | 19 | 23 | 42  | 28  | 18 |
| Justine Reyes       | ESC Planegg-Würmtal     | 24 | 25 | 15 | 40  | 31  | 6  |
| Marie Delarbre      | ERC Ingolstadt          | 20 | 14 | 23 | 37  | 26  | 10 |
| Kerstin Spielberger | ESC Planegg-Würmtal     | 24 | 20 | 16 | 36  | 31  | 10 |
| Kassandra Roache    | ECDC Memmingen Indians  | 23 | 19 | 12 | 31  | 12  | 22 |
| Savannah Rennie     | ECDC Memmingen Indians  | 23 | 17 | 13 | 30  | 10  | 12 |
| Tanja Eisenschmid   | ERC Ingolstadt          | 24 | 6  | 24 | 30  | 23  | 14 |
| Alexandra Woken     | Mad Dogs Mannheim       | 24 | 19 | 9  | 28  | −1  | 12 |
| Janina Fuchs        | ESC Planegg-Würmtal     | 24 | 14 | 14 | 28  | 24  | 6  |
| Andrea Lanzl        | ERC Ingolstadt          | 24 | 9  | 18 | 27  | 17  | 12 |
| Stephanie Keryluk   | Eisbären Juniors Berlin | 22 | 15 | 11 | 26  | 11  | 12 |
| Valerie Offermann1  | KEC „Die Haie“          | 17 | 13 | 3  | 16  | −22 | 12 |
| Laura Brückmann2    | Mad Dogs Mannheim       | 24 | 8  | 4  | 12  | −3  | 38 |
| Alena-Laura Hahn3   | EC Bergkamener Bären    | 24 | 6  | 6  | 12  | −1  | 10 |
| Anna-Maria Fiegert4 | ESC Planegg-Würmtal     | 24 | 3  | 9  | 12  | 32  | 4  |

1 Zum Vergleich: Beste Scorerin von KEC „Die Haie“

2 Zum Vergleich: Spielerin mit den meisten Strafminuten

3 Zum Vergleich: Beste Scorerin von EC Bergkamener Bären

4 Zum Vergleich: Spielerin mit dem besten Plus-Minus-Wert

### Beste Torhüterinnen
Anmerkung: Torhüterinnen, die mindestens 25 % der Gesamtspielzeit ihrer Mannschaft absolvierten; Quelle: gamepitch.de; Abkürzungen:  Sp = Spiele, Min = Eiszeit (in Minuten), Anteil= Anteil der Eiszeit der Mannschaft (in %), GT = Gegentore, Sv% = gehaltene Schüsse (in %), GTS = Gegentorschnitt, SO = Shutouts; Fett:  Bestwert
| Spielerin       | Verein                  | Sp | Min     | Anteil | S  | N  | GT  | GTS  | SVS  | Sv%  | SO |
| --------------- | ----------------------- | -- | ------- | ------ | -- | -- | --- | ---- | ---- | ---- | -- |
| Franziska Albl  | ESC Planegg-Würmtal     | 11 | 513:56  | 35,0 % | 9  | 1  | 8   | 0,93 | 168  | 95,5 | 1  |
| Tatjana Pfeifer | Mad Dogs Mannheim       | 10 | 505:31  | 35,0 % | 5  | 4  | 13  | 1,54 | 250  | 95,1 | 1  |
| Dominique Quint | ERC Ingolstadt          | 11 | 668:08  | 45,0 % | 8  | 3  | 15  | 1,35 | 199  | 93,0 | 4  |
| Lisa Hemmerle   | ESC Planegg-Würmtal     | 14 | 791:44  | 54,0 % | 10 | 4  | 20  | 1,52 | 250  | 92,6 | 3  |
| Emma Schweiger  | ECDC Memmingen Indians  | 18 | 956:25  | 65,0 % | 12 | 5  | 25  | 1,57 | 315  | 92,6 | 1  |
| Pia Surke       | EC Bergkamener Bären    | 12 | 706:19  | 48,0 % | 2  | 10 | 40  | 3,4  | 432  | 91,5 | 0  |
| Carolin Walz    | Eisbären Juniors Berlin | 12 | 719:52  | 49,0 % | 5  | 7  | 35  | 2,92 | 322  | 90,2 | 0  |
| Sarah Körber    | EC Bergkamener Bären    | 11 | 627:37  | 43,0 % | 1  | 9  | 38  | 3,63 | 342  | 90,0 | 0  |
| Anahit Gazarian | KEC „Die Haie“          | 23 | 1344:25 | 92,0 % | 2  | 21 | 132 | 5,89 | 1180 | 89,9 | 1  |
| Lilly Günther   | Eisbären Juniors Berlin | 12 | 730:00  | 50,0 % | 7  | 5  | 30  | 2,47 | 251  | 89,3 | 2  |
| Svenja Laue     | Mad Dogs Mannheim       | 14 | 759:37  | 52,0 % | 5  | 9  | 51  | 4,03 | 371  | 87,9 | 0  |

## Finalturnier
Aufgrund der Covid-19-Pandemie entschied der DEB, anstelle der ursprünglich geplanten Play-offs am Wochenende 13./14. März 2021 ein Finalturnier der vier besten Mannschaften der Hauptrunde durchzuführen. Spielort war das Bundesleistungszentrum Eishockey in Füssen. Zuschauer waren aufgrund der behördlichen Vorgaben nicht zugelassen.
| Halbfinale | Halbfinale              | Halbfinale |                  |                         | Finale              | Finale | Finale |
|            |                         |            |                  |                         |                     |        |        |
| 1          | ERC Ingolstadt          | 1          |                  |                         |                     |        |        |
| 4          | Eisbären Juniors Berlin | 2          |                  |                         | Finale              | Finale | Finale |
|            |                         |            | 4                | Eisbären Juniors Berlin | 1                   |        |        |
|            |                         |            |                  | 2                       | ESC Planegg-Würmtal | 4      |        |
| 2          | ESC Planegg-Würmtal     | 3          |                  |                         |                     |        |        |
| 3          | ECDC Memmingen Indians  | 2          |                  |                         |                     |        |        |
|            |                         |            | Spiel um Platz 3 |                         |                     |        |        |
|            |                         |            | 1                | ERC Ingolstadt          | 2                   |        |        |
| 3          | ECDC Memmingen Indians  | 1          |                  |                         |                     |        |        |
|            |                         |            |                  |                         |                     |        |        |

### Halbfinale
| 13. März 2021 15:00 Uhr | ERC Ingolstadt Tanja Eisenschmid (30:45) | 1:2 (0:0, 1:1, 0:1) Spielbericht | Eisbären Juniors Berlin Theresa Knutson (21:45) Theresa Knutson (50:51) | Bundesleistungszentrum, Füssen |

| 13. März 2021 19:00 Uhr | ESC Planegg-Würmtal Julia Zorn (24:12) Janina Fuchs (34:04) Justine Reyes (35:12) | 3:2 (0:0, 3:1, 0:1) Spielbericht | ECDC Memmingen Indians Savannah Rennie (27:52) Lena Schurr (44:54) | Bundesleistungszentrum, Füssen |

### Spiel um Platz 3
| 14. März 2021 11:00 Uhr | ERC Ingolstadt Tanja Eisenschmid (00:32) Celina Haider (04:47) | 2:1 (2:1, 0:0, 0:0) Spielbericht | ECDC Memmingen Indians Sonja Weidenfelder (16:13) | Bundesleistungszentrum, Füssen |

### Finale
| 14. März 2021 15:00 Uhr | Eisbären Juniors Berlin Lucie Geelhaar (51:24) | 1:4 (0:1, 0:1, 1:2) Spielbericht | ESC Planegg-Würmtal Kerstin Spielberger (06:28) Jacyn Reeves (39:49) Justine Reyes (40:24) Kerstin Spielberger (59:04) | Bundesleistungszentrum, Füssen |

## Meisterkader
Im Finale setzte sich die Mannschaft des ESC Planegg-Würmtal gegen die Eisbären Juniors Berlin mit 4:1 durch und konnte so die achte deutsche Meisterschaft des Vereins feiern.
| Deutscher Meister ESC Planegg-Würmtal | Tor: Franziska Albl, Lisa Hemmerle, Paula Weber Abwehr: Tabea Botthof, Anna-Maria Fiegert, Franziska Klinger, Daniela Kolbeck, Monika Pink, Sonja Pleyer, Yvonne Rothemund, Jennifer Schuster, Gina Wiche Angriff: Franziska Feldmeier, Janina Fuchs, Katharina Gerstmeir, Antonia Glogger, Sarah Hoyer, Sybille Kretzschmar, Sarah Kubiczek, Kathrin Lehmann, Jacyn Reeves, Justine Reyes, Marie-Kristin Schmid, Kerstin Spielberger, Leonie Willeitner, Julia Zorn Trainer: Marcel Breil |